# هاري توفولو
هاري توفولو (بالإنجليزية: Harry Toffolo) (19 أغسطس 1995 في المملكة المتحدة - ) هو لاعب كرة قدم بريطاني في مركز الدفاع. شارك مع منتخب إنجلترا تحت 18 سنة لكرة القدم ومنتخب إنجلترا تحت 19 سنة لكرة القدم ومنتخب إنجلترا تحت 20 سنة لكرة القدم. أما مع النوادي، فقد لعب مع سويندون تاون ونادي روذرهام يونايتد ونورويتش سيتي ونادي بيتربورو يونايتد.

## وصلات خارجية
- هاري توفولو على موقع قاعدة بيانات كرة القدم.إي يو (الإنجليزية)
- هاري توفولو على موقع Soccerbase.com (لاعب) (الإنجليزية)
- هاري توفولو على موقع Soccerway.com (الإنجليزية)
- هاري توفولو على موقع عالم كرة القدم.نت (الإنجليزية)
- هاري توفولو على موقع AS.com (الإسبانية)